# Kanada az 1964. évi nyári olimpiai játékokon
Kanada a japán Tokióban megrendezett 1964. évi nyári olimpiai játékok egyik részt vevő nemzete volt. Az országot az olimpián 16 sportágban 115 sportoló képviselte, akik összesen 4 érmet szereztek.

## Érmesek
| Érem  | Versenyző                       | Sportág   | Versenyszám                    |
| ----- | ------------------------------- | --------- | ------------------------------ |
| Arany | George Hungerford Roger Jackson | Evezés    | Férfi kormányos nélküli kettes |
| Ezüst | William Crothers                | Atlétika  | Férfi 800 m                    |
| Ezüst | Doug Rogers                     | Cselgáncs | Nehézsúly                      |
| Bronz | Harry Jerome                    | Atlétika  | Férfi 100 m                    |

## Atlétika
Férfi
| Versenyző        | Versenyszám     | Előfutam | Előfutam | Előfutam | Negyeddöntő | Negyeddöntő | Negyeddöntő | Elődöntő | Elődöntő | Elődöntő | Döntő         | Döntő         |
| Versenyző        | Versenyszám     | Idő      | Hely.    | Össz.    | Idő         | Hely.       | Össz.       | Idő      | Hely.    | Össz.    | Idő           | Helyezés      |
| ---------------- | --------------- | -------- | -------- | -------- | ----------- | ----------- | ----------- | -------- | -------- | -------- | ------------- | ------------- |
| Harry Jerome     | 100 m           | 10,51    | 1.       | 7.*      | 10,32       | 1.          | 2.          | 10,37    | 1.       | 6.       | 10,27         |               |
| Harry Jerome     | 200 m           | 20,95    | 1.       | 3.       | 21,23       | 1.          | 6.          | 21,01    | 4.       | 9.       | 20,79         | 4.            |
| William Crothers | 400 m           | 46,86    | 2.       | 12.      | 46,73       | 2.          | 8.*         | 46,96    | 6.       | 11.      | kiesett       | kiesett       |
| William Crothers | 800 m           | 1:49,3   | 1.       | 11.      |             |             |             | 1:47,3   | 1.       | 8.*      | 1:45,6        |               |
| Donald Bertoia   | 800 m           | 1:52,2   | 7.       | 33.      |             |             |             | kiesett  | kiesett  | kiesett  | kiesett       | kiesett       |
| Ergas Leps       | 1500 m          | 3:46,4   | 4.       | 17.      |             |             |             | 3:51,2   | 8.       | 17.      | kiesett       | kiesett       |
| Bruce Kidd       | 5000 m          | 14:21,8  | 9.       | 33.      |             |             |             |          |          |          | kiesett       | kiesett       |
| Bruce Kidd       | 10 000 m        |          |          |          |             |             |             |          |          |          | 30:56,4       | 26.           |
| Clifford Nuttall | 110 m gát       | 14,82    | 4.       | 26.      |             |             |             | kiesett  | kiesett  | kiesett  | kiesett       | kiesett       |
| William Gairdner | 400 m gát       | 53,8     | 5.       | 30.*     |             |             |             | kiesett  | kiesett  | kiesett  | kiesett       | kiesett       |
| Alex Oakley      | 20 km gyaloglás |          |          |          |             |             |             |          |          |          | nem ért célba | nem ért célba |
| Alex Oakley      | 50 km gyaloglás |          |          |          |             |             |             |          |          |          | 4:27:24       | 14.           |

| Versenyző  | Versenyszám | Selejtező | Selejtező | Döntő    | Döntő    |
| Versenyző  | Versenyszám | Eredmény  | Helyezés  | Eredmény | Helyezés |
| ---------- | ----------- | --------- | --------- | -------- | -------- |
| Gerry Moro | Rúdugrás    | 460 cm    | 15.*      | 470 cm   | 10.      |

| Versenyző        | Versenyszám | 100 m | 100 m | Távolugrás | Távolugrás | Súlylökés | Súlylökés | Magasugrás | Magasugrás | 400 m | 400 m | 110 m gát | 110 m gát | Diszkoszvetés | Diszkoszvetés | Rúdugrás | Rúdugrás | Gerelyhajítás | Gerelyhajítás | 1500 m | 1500 m | Végeredmény | Végeredmény |
| Versenyző        | Versenyszám | Idő   | Pont  | Eredmény   | Pont       | Eredmény  | Pont      | Eredmény   | Pont       | Idő   | Pont  | Idő       | Pont      | Eredmény      | Pont          | Eredmény | Pont     | Eredmény      | Pont          | Idő    | Pont   | Pont        | Helyezés    |
| ---------------- | ----------- | ----- | ----- | ---------- | ---------- | --------- | --------- | ---------- | ---------- | ----- | ----- | --------- | --------- | ------------- | ------------- | -------- | -------- | ------------- | ------------- | ------ | ------ | ----------- | ----------- |
| William Gairdner | Tízpróba    | 11,2  | 756   | 640 cm     | 693        | 13,38 m   | 689       | 170 cm     | 588        | 49,2  | 842   | 15,4      | 807       | 42,91 m       | 742           | 340 cm   | 644      | 59,72 m       | 758           | 4:24,5 | 628    | 7147        | 11.         |
| Gerry Moro       | Tízpróba    | 11,6  | 665   | 620 cm     | 648        | 12,62 m   | 640       | 170 cm     | 588        | 52,0  | 720   | 16,8      | 676       | 40,90 m       | 703           | 460 cm   | 957      | 46,63 m       | 587           | 4:38,8 | 532    | 6716        | 16.         |

Női
| Versenyző               | Versenyszám | Előfutam | Előfutam | Előfutam | Negyeddöntő | Negyeddöntő | Negyeddöntő | Elődöntő | Elődöntő | Elődöntő | Döntő   | Döntő    |
| Versenyző               | Versenyszám | Idő      | Hely.    | Össz.    | Idő         | Hely.       | Össz.       | Idő      | Hely.    | Össz.    | Idő     | Helyezés |
| ----------------------- | ----------- | -------- | -------- | -------- | ----------- | ----------- | ----------- | -------- | -------- | -------- | ------- | -------- |
| Irene Piotrowski        | 100 m       | 11,59    | 3.       | 8.       | 11,63       | 4.          | 14.         | 11,74    | 5.       | 8.*      | kiesett | kiesett  |
| Irene Piotrowski        | 200 m       | 24,47    | 3.       | 19.      |             |             |             | kiesett  | kiesett  | kiesett  | kiesett | kiesett  |
| Abby Hoffman            | 400 m       | 55,98    | 7.       | 13.      |             |             |             | kiesett  | kiesett  | kiesett  | kiesett | kiesett  |
| Abby Hoffman            | 800 m       | 2:17,4   | 8.       | 20.      |             |             |             | kiesett  | kiesett  | kiesett  | kiesett | kiesett  |
| Amy Snider              | 80 m gát    | kizárták | kizárták | kizárták |             |             |             | kiesett  | kiesett  | kiesett  | kiesett | kiesett  |
| Jenny Wingerson-Meldrum | 80 m gát    | 11,16    | 5.       | 17.      |             |             |             | kiesett  | kiesett  | kiesett  | kiesett | kiesett  |

| Versenyző      | Versenyszám   | Selejtező | Selejtező | Döntő    | Döntő    |
| Versenyző      | Versenyszám   | Eredmény  | Helyezés  | Eredmény | Helyezés |
| -------------- | ------------- | --------- | --------- | -------- | -------- |
| Dianne Gerace  | Magasugrás    | 170 cm    | 1.**      | 171 cm   | 5.       |
| Nancy McCredie | Súlylökés     | 15,10 m   | 12.       | 15,89 m  | 7.       |
| Nancy McCredie | Diszkoszvetés | 47,27 m   | 15.       | kiesett  | kiesett  |

| Versenyző               | Versenyszám | 80 m gát | 80 m gát | Súlylökés | Súlylökés | Magasugrás | Magasugrás | Távolugrás | Távolugrás | 200 m | 200 m | Végeredmény | Végeredmény |
| Versenyző               | Versenyszám | Idő      | Pont     | Eredmény  | Pont      | Eredmény   | Pont       | Eredmény   | Pont       | Idő   | Pont  | Pont        | Helyezés    |
| ----------------------- | ----------- | -------- | -------- | --------- | --------- | ---------- | ---------- | ---------- | ---------- | ----- | ----- | ----------- | ----------- |
| Dianne Gerace           | Ötpróba     | 11,9     | 904      | 11,19 m   | 799       | 169 cm     | 1037       | 576 cm     | 934        | 26,9  | 771   | 4445        | 15.         |
| Jenny Wingerson-Meldrum | Ötpróba     | 11,3     | 995      | 12,06 m   | 859       | 148 cm     | 814        | 552 cm     | 878        | 24,6  | 968   | 4514        | 13.         |

* - egy másik versenyzővel azonos időt/eredményt ért el

** - két másik versenyzővel azonos eredményt ért el

## Birkózás
Kötöttfogású
| Versenyző    | Versenyszám | 1. forduló               | 2. forduló                         | 3. forduló        | 4. forduló        | 5. forduló        | Döntő             | Helyezés    |
| Versenyző    | Versenyszám | Ellenfél Eredmény        | Ellenfél Eredmény                  | Ellenfél Eredmény | Ellenfél Eredmény | Ellenfél Eredmény | Ellenfél Eredmény | Helyezés    |
| ------------ | ----------- | ------------------------ | ---------------------------------- | ----------------- | ----------------- | ----------------- | ----------------- | ----------- |
| Matti Jutila | 63 kg       | Donald Cacas (AUS) · 2-2 | Ronald Finley (USA) · visszalépett | kiesett           | kiesett           | kiesett           | kiesett           | helyezetlen |

Szabadfogású
| Versenyző         | Versenyszám | 1. forduló                          | 2. forduló                       | 3. forduló                   | 4. forduló                  | 5. forduló        | Döntő             | Helyezés    |
| Versenyző         | Versenyszám | Ellenfél Eredmény                   | Ellenfél Eredmény                | Ellenfél Eredmény            | Ellenfél Eredmény           | Ellenfél Eredmény | Ellenfél Eredmény | Helyezés    |
| ----------------- | ----------- | ----------------------------------- | -------------------------------- | ---------------------------- | --------------------------- | ----------------- | ----------------- | ----------- |
| Koji Hirabayashi  | 57 kg       | Pekka Alanen (FIN) · 1-3            | Ajdin Ibragimov (URS) · 3-1      | visszalépett                 | kiesett                     | kiesett           | kiesett           | helyezetlen |
| Matti Jutila      | 63 kg       | Ebrahim Szeifpour (IRI) · kétvállas | Tauno Jaskari (FIN) · 3-1        | Bobby Douglas (USA) · 3-1    | kiesett                     | kiesett           | kiesett           | helyezetlen |
| Rodger Doner      | 70 kg       | Klaus Rost (EUA) · 3-1              | Carlos Alberto Vario (ARG) · 3-1 | kiesett                      | kiesett                     | kiesett           | kiesett           | helyezetlen |
| Philip Oberlander | 78 kg       | Harald Barlie (NOR) · kétvállas     | Job Mayo (PHI) · kétvállas       | Guram Szagaradze (URS) · 3-1 | Vatanabe Jaszuo (JPN) · 3-1 | kiesett           | kiesett           | 6.          |

## Cselgáncs
| Versenyző   | Versenyszám | Csoportkör                                                                                  | Csoportkör | Negyeddöntő       | Elődöntő                       | Döntő                   | Helyezés |
| Versenyző   | Versenyszám | Ellenfél Eredmény                                                                           | Hely.      | Ellenfél Eredmény | Ellenfél Eredmény              | Ellenfél Eredmény       | Helyezés |
| ----------- | ----------- | ------------------------------------------------------------------------------------------- | ---------- | ----------------- | ------------------------------ | ----------------------- | -------- |
| Doug Rogers | Nehézsúly   | 1. csoport · Csang Cung-huj (Chang Chung-Huei) (ROC) · GY · Salvador Goldschmied (MEX) · GY | 1.         | erőnyerő          | Parnaoz Csikviladze (URS) · GY | Inokuma Iszao (JPN) · V |          |

## Evezés
| Versenyző | Versenyszám              | Előfutam | Előfutam | Vigaszág | Vigaszág | Döntő | Döntő   | Döntő | Helyezés |
| Versenyző | Versenyszám              | Idő      | Hely.    | Idő      | Hely.    | Típus | Idő     | Hely. | Helyezés |
| --- | ------------------------ | -------- | -------- | -------- | -------- | ----- | ------- | ----- | -------- |
| Leif Gotfredsen | Egypárevezős             | 8:15,30  | 4.       | 8:02,72  | 3.       | B     | 7:28,70 | 2.    | 8.       |
| George Hungerford Roger Jackson | Kormányos nélküli kettes | 7:19,78  | 1.       | erőnyerő | erőnyerő | A     | 7:32,94 | 1.    |          |
| Daryl MacDonald Robert Brookson Neil Campbell Chris Leach                                                                                 | Kormányos nélküli négyes | 7:01,97  | 3.       | 6:53,38  | 3.       | B     | 6:45,50 | 5.    | 11.      |
| Thomas Gray Max Wieczorek Richard Bordewick Eldon Worobieff Donald Pretty John Larsen Marc Lemieux Daryl Sturdy David Overton (kormányos) | Nyolcas                  | 6:07,19  | 2.       | 6:03,86  | 2.       | B     | 6:02,69 | 3.    | 9.       |

## Gyeplabda
| Kanadai férfi gyeplabdacsapat-játékoskeret                                                                             | Kanadai férfi gyeplabdacsapat-játékoskeret                                                                   |
| --- | --- |
| - Ronald Aldridge - Derrick Anderson - Anthony Boyd - Peter Buckland - Richard Chopping - Ian Johnston - Harry Preston | - Peter Vander Pyl - Allan Raphael - Gerard Ronan - Patrick Ruttle - Victor Warren - Lee Wright - John Young |

### Eredmények
Csoportkör
B csoport
| Csapat                      | M | Gy | D | V | G+ | G– | Gk  | P  |
| --------------------------- | - | -- | - | - | -- | -- | --- | -- |
| India (IND)                 | 7 | 5  | 2 | 0 | 18 | 4  | +14 | 12 |
| Spanyolország (ESP)         | 7 | 4  | 3 | 0 | 16 | 3  | +13 | 11 |
| Hollandia (NED)             | 7 | 4  | 1 | 2 | 20 | 4  | +16 | 9  |
| Egyesült Német Csapat (EUA) | 7 | 2  | 5 | 0 | 9  | 4  | +5  | 9  |
| Malajzia (MAS)              | 7 | 2  | 2 | 3 | 11 | 13 | –2  | 6  |
| Belgium (BEL)               | 7 | 2  | 2 | 3 | 10 | 13 | –3  | 6  |
| Kanada (CAN)                | 7 | 1  | 0 | 6 | 5  | 25 | –20 | 2  |
| Hongkong (HKG)              | 7 | 0  | 1 | 6 | 3  | 26 | –23 | 1  |

| 1964. október 11. 11:40 | Egyesült Német Csapat (EUA)     | 5 – 1   | Kanada (CAN) |  |
| 1964. október 11. 11:40 | Westphal 2 Ehrlich 2 Freiberger | (1 – 1) | Young        |  |

| 1964. október 12. 14:15 | Hollandia (NED)              | 5 – 0   | Kanada (CAN) |  |
| 1964. október 12. 14:15 | Zweerts 2 Voigt 2 Vroonhoven | (3 – 0) |              |  |

| 1964. október 14. 10:00 | Hongkong (HKG) | 1 – 2   | Kanada (CAN)     |  |
| 1964. október 14. 10:00 | Singh Gosal    | (0 – 0) | Chopping Raphael |  |

| 1964. október 15. 10:00 | Spanyolország (ESP)    | 3 – 0   | Kanada (CAN) |  |
| 1964. október 15. 10:00 | Dualde J. Amat F. Amat | (0 – 0) |              |  |

| 1964. október 17. 10:00 | Belgium (BEL)        | 5 – 1   | Kanada (CAN) |  |
| 1964. október 17. 10:00 | A. Muschs 3 Beuren 2 | (1 – 1) | Warren       |  |

| 1964. október 18. 11:40 | India (IND)                       | 3 – 0   | Kanada (CAN) |  |
| 1964. október 18. 11:40 | Harbinder Singh 2 Prithipal Singh | (1 – 0) |              |  |

| 1964. október 19. 10:00 | Malajzia (MAS)                  | 3 – 1   | Kanada (CAN) |  |
| 1964. október 19. 10:00 | Shanmuganathan Nonis Yogeswaran | (1 – 1) | Young        |  |

| Csapat       | Helyezés |
| ------------ | -------- |
| Kanada (CAN) | 14.      |

## Kajak-kenu
Férfi
| Versenyző               | Versenyszám         | Előfutam | Előfutam | Vigaszág | Vigaszág | Elődöntő | Elődöntő | Döntő   | Döntő    |
| Versenyző               | Versenyszám         | Idő      | Hely.    | Idő      | Hely.    | Idő      | Hely.    | Idő     | Helyezés |
| ----------------------- | ------------------- | -------- | -------- | -------- | -------- | -------- | -------- | ------- | -------- |
| Arpad Simonyik          | Kajak egyes 1000 m  | 4:12,48  | 4.       | 5:31,18  | 1.       | 4:13,59  | 4.       | kiesett | kiesett  |
| Gabor Joo Michael Brown | Kajak kettes 1000 m | 3:51,57  | 6.       | 3:53,97  | 2.       | 3:52,90  | 4.       | kiesett | kiesett  |
| Paul Stahl              | Kenu egyes 1000 m   | 5:08,28  | 4.       | 4:55,79  | 1.       |          |          | 5:04,79 | 7.       |
| Andor Elbert Fred Heese | Kenu kettes 1000 m  | 4:23,40  | 4.       | 4:38,18  | 2.       |          |          | 4:21,99 | 7.       |

## Kosárlabda
| Kanadai férfi kosárlabdacsapat-játékoskeret                                                       | Kanadai férfi kosárlabdacsapat-játékoskeret                                      |
| ------------------------------------------------------------------------------------------------- | -------------------------------------------------------------------------------- |
| - Walter Birtles - Rolly Goldring - Keith Hartley - Barry Howson - Fred Ingaldson - James Maguire | - John McKibbon - Warren Reynolds - Ruby Richman - Joseph Stulac - George Stulac |

### Eredmények
Csoportkör
A csoport
| Csapat              | M | Gy | V | P+  | P–  | Pk   |
| ------------------- | - | -- | - | --- | --- | ---- |
| Szovjetunió (URS)   | 7 | 7  | 0 | 562 | 424 | +138 |
| Puerto Rico (PUR)   | 7 | 5  | 2 | 493 | 454 | +39  |
| Lengyelország (POL) | 7 | 4  | 3 | 467 | 448 | +19  |
| Olaszország (ITA)   | 7 | 4  | 3 | 495 | 480 | +15  |
| Mexikó (MEX)        | 7 | 3  | 4 | 485 | 514 | –29  |
| Japán (JPN)         | 7 | 3  | 4 | 421 | 428 | –7   |
| Magyarország (HUN)  | 7 | 2  | 5 | 407 | 469 | –62  |
| Kanada (CAN)        | 7 | 0  | 7 | 408 | 521 | –113 |

| 1964. október 11. 19:00 | Szovjetunió (URS) | 87 – 52 | Kanada (CAN) |  |
| 1964. október 11. 19:00 | (37–17)           |         |              |  |

| 1964. október 12. 20:30 | Magyarország (HUN) | 70 – 59 | Kanada (CAN) |  |
| 1964. október 12. 20:30 | (34–30)            |         |              |  |

| 1964. október 13. 19:00 | Japán (JPN) | 58 – 37 | Kanada (CAN) |  |
| 1964. október 13. 19:00 | (25–16)     |         |              |  |

| 1964. október 14. 16:00 | Olaszország (ITA) | 66 – 54 | Kanada (CAN) |  |
| 1964. október 14. 16:00 | (26–28)           |         |              |  |

| 1964. október 16. 12:00 | Mexikó (MEX) | 78 – 68 | Kanada (CAN) |  |
| 1964. október 16. 12:00 | (47–18)      |         |              |  |

| 1964. október 17. 13:30 | Puerto Rico (PUR) | 88 – 69 | Kanada (CAN) |  |
| 1964. október 17. 13:30 | (45–31)           |         |              |  |

| 1964. október 18. 12:00 | Lengyelország (POL) | 74 – 69 | Kanada (CAN) |  |
| 1964. október 18. 12:00 | (32–42)             |         |              |  |

A 13–16. helyért
| 1964. október 20. 15:30 | Kanada (CAN)   | 82 – 81 (h. u.) | Peru (PER) |  |
| 1964. október 20. 15:30 | (43–28, 30–45) |                 |            |  |

A 13. helyért
| 1964. október 22. 15:30 | Magyarország (HUN) | 68 – 65 | Kanada (CAN) |  |
| 1964. október 22. 15:30 | (38–27)            |         |              |  |

| Csapat       | Helyezés |
| ------------ | -------- |
| Kanada (CAN) | 14.      |

## Lovaglás
Díjlovaglás
| Versenyző                | Ló      | Versenyszám | Selejtező | Selejtező | Döntő   | Döntő   | Végeredmény | Végeredmény |
| Versenyző                | Ló      | Versenyszám | Pont      | Hely.     | Pont    | Hely.   | Pont        | Helyezés    |
| ------------------------ | ------- | ----------- | --------- | --------- | ------- | ------- | ----------- | ----------- |
| Inez Fischer-Credo       | Gordina | Egyéni      | 597,0     | 18.       | kiesett | kiesett | 597,0       | 18.         |
| Christilot Hanson-Boylen | Bonheur | Egyéni      | 549,0     | 20.       | kiesett | kiesett | 549,0       | 20.         |

## Műugrás
Férfi
| Versenyző   | Versenyszám        | Selejtező | Selejtező | Döntő   | Döntő    |
| Versenyző   | Versenyszám        | Pont      | Helyezés  | Pont    | Helyezés |
| ----------- | ------------------ | --------- | --------- | ------- | -------- |
| Tom Dinsley | Egyéni műugrás     | 83,02     | 18.       | kiesett | kiesett  |
| Tom Dinsley | Egyéni toronyugrás | 83,22     | 24.       | kiesett | kiesett  |

Női
| Versenyző        | Versenyszám        | Selejtező | Selejtező | Döntő   | Döntő    |
| Versenyző        | Versenyszám        | Pont      | Helyezés  | Pont    | Helyezés |
| ---------------- | ------------------ | --------- | --------- | ------- | -------- |
| Carol Ann Morrow | Egyéni műugrás     | 64,07     | 19.       | kiesett | kiesett  |
| Carol Ann Morrow | Egyéni toronyugrás | 86,14     | 11.       | kiesett | kiesett  |
| Judy Stewart     | Egyéni toronyugrás | 36,47     | 23.       | kiesett | kiesett  |
| Judy Stewart     | Egyéni műugrás     | 82,39     | 11.       | kiesett | kiesett  |

## Ökölvívás
| Versenyző            | Versenyszám  | Selejtező         | 32-es főtábla                | Nyolcaddöntő                | Negyeddöntő       | Elődöntő          | Döntő             | Helyezés |
| Versenyző            | Versenyszám  | Ellenfél Eredmény | Ellenfél Eredmény            | Ellenfél Eredmény           | Ellenfél Eredmény | Ellenfél Eredmény | Ellenfél Eredmény | Helyezés |
| -------------------- | ------------ | ----------------- | ---------------------------- | --------------------------- | ----------------- | ----------------- | ----------------- | -------- |
| Walter Henry         | Légsúly      |                   | Constantin Ciucă (ROU) · RSC | kiesett                     | kiesett           | kiesett           | kiesett           | 17.      |
| Campbell Palmer      | Könnyűsúly   | erőnyerő          | Gabriel Achy (CIV) · 3-2     | Stoyan Pilichev (BUL) · 0-5 | kiesett           | kiesett           | kiesett           | 9.       |
| Harvey Reti          | Kisváltósúly | erőnyerő          | Tóth István (HUN) · 2-3      | kiesett                     | kiesett           | kiesett           | kiesett           | 17.      |
| Frederick Desrosiers | Váltósúly    |                   | Silvano Bertini (ITA) · RSC  | kiesett                     | kiesett           | kiesett           | kiesett           | 17.      |

## Sportlövészet
Férfi
| Versenyző        | Versenyszám           | Pont | Helyezés |
| ---------------- | --------------------- | ---- | -------- |
| William Hare     | Gyorstüzelő pisztoly  | 579  | 22.      |
| William Hare     | Szabadpisztoly        | 535  | 27.      |
| Garfield McMahon | Szabadpisztoly        | 543  | 16.      |
| Garfield McMahon | Gyorstüzelő pisztoly  | 551  | 47.      |
| Gil Boa          | Sportpuska, fekvő     | 595  | 4.       |
| Gil Boa          | Sportpuska, összetett | 1100 | 38.      |
| George Marsh     | Sportpuska, összetett | 1111 | 32.      |
| George Marsh     | Sportpuska, fekvő     | 588  | 31.      |
| Floyd Nattrass   | Trap                  | 190  | 12.      |
| Harry Willsie    | Trap                  | 177  | 39.      |

## Súlyemelés
| Versenyző       | Versenyszám | Nyomás   | Nyomás   | Szakítás | Szakítás | Lökés    | Lökés    | Összesen | Helyezés |
| Versenyző       | Versenyszám | Eredmény | Helyezés | Eredmény | Helyezés | Eredmény | Helyezés | Összesen | Helyezés |
| --------------- | ----------- | -------- | -------- | -------- | -------- | -------- | -------- | -------- | -------- |
| Allen Salter    | 60 kg       | 95,0     | 18.      | 92,5     | 17.      | 125,0    | 16.      | 312,5    | 18.      |
| Pierre St. Jean | 75 kg       | 115,0    | 17.      | 125,0    | 8.       | 155,0    | 10.      | 395,0    | 13.      |
| John Lewis      | 90 kg       | 135,0    | 11.      | 137,5    | 4.       | 167,5    | 12.      | 440,0    | 9.       |

## Torna
Férfi
| Versenyző      | Versenyszám      | Selejtező | Selejtező | Döntő    | Döntő    |
| Versenyző      | Versenyszám      | Pontszám  | Helyezés  | Pontszám | Helyezés |
| -------------- | ---------------- | --------- | --------- | -------- | -------- |
| Richard Kihn   | Talaj            | 18,20     | 65.       | kiesett  | kiesett  |
| Richard Kihn   | Ugrás            | 18,65     | 77.       | kiesett  | kiesett  |
| Richard Kihn   | Korlát           | 18,50     | 60.       | kiesett  | kiesett  |
| Richard Kihn   | Nyújtó           | 17,25     | 99.       | kiesett  | kiesett  |
| Richard Kihn   | Gyűrű            | 17,10     | 94.       | kiesett  | kiesett  |
| Richard Kihn   | Lólengés         | 18,25     | 50.       | kiesett  | kiesett  |
| Richard Kihn   | Egyéni összetett |           |           | 107,95   | 82.      |
| Gilbert Larose | Talaj            | 18,00     | 76.       | kiesett  | kiesett  |
| Gilbert Larose | Ugrás            | 18,75     | 54.       | kiesett  | kiesett  |
| Gilbert Larose | Korlát           | 18,05     | 91.       | kiesett  | kiesett  |
| Gilbert Larose | Nyújtó           | 17,65     | 82.       | kiesett  | kiesett  |
| Gilbert Larose | Gyűrű            | 17,80     | 71.       | kiesett  | kiesett  |
| Gilbert Larose | Lólengés         | 16,65     | 104.      | kiesett  | kiesett  |
| Gilbert Larose | Egyéni összetett |           |           | 106,90   | 92.      |
| Willie Weiler  | Talaj            | 17,90     | 80.       | kiesett  | kiesett  |
| Willie Weiler  | Ugrás            | 19,20     | 14.       | kiesett  | kiesett  |
| Willie Weiler  | Korlát           | 18,50     | 60.       | kiesett  | kiesett  |
| Willie Weiler  | Nyújtó           | 17,05     | 105.      | kiesett  | kiesett  |
| Willie Weiler  | Gyűrű            | 17,40     | 88.       | kiesett  | kiesett  |
| Willie Weiler  | Lólengés         | 17,10     | 95.       | kiesett  | kiesett  |
| Willie Weiler  | Egyéni összetett |           |           | 107,15   | 86.*     |

Női
| Versenyző  | Versenyszám      | Selejtező | Selejtező | Döntő    | Döntő    |
| Versenyző  | Versenyszám      | Pontszám  | Helyezés  | Pontszám | Helyezés |
| ---------- | ---------------- | --------- | --------- | -------- | -------- |
| Gail Daley | Talaj            | 17,966    | 61.       | kiesett  | kiesett  |
| Gail Daley | Ugrás            | 18,500    | 42.       | kiesett  | kiesett  |
| Gail Daley | Felemás korlát   | 17,933    | 57.       | kiesett  | kiesett  |
| Gail Daley | Gerenda          | 18,066    | 59.       | kiesett  | kiesett  |
| Gail Daley | Egyéni összetett |           |           | 72,465   | 55.      |

* - egy másik versenyzővel azonos eredményt ért el

## Úszás
Férfi
| Versenyző                                              | Versenyszám            | Előfutam | Előfutam | Előfutam | Elődöntő | Elődöntő | Elődöntő | Döntő   | Döntő    |
| Versenyző                                              | Versenyszám            | Idő      | Hely.    | Össz.    | Idő      | Hely.    | Össz.    | Idő     | Helyezés |
| ------------------------------------------------------ | ---------------------- | -------- | -------- | -------- | -------- | -------- | -------- | ------- | -------- |
| John Gilchrist                                         | 100 m gyors            | 55,8     | 3.       | 18.***   | 56,4     | 7.       | 21.*     | kiesett | kiesett  |
| John Gilchrist                                         | 400 m gyors            | 4:24,2   | 2.       | 11.      |          |          |          | kiesett | kiesett  |
| John Gilchrist                                         | 1500 m gyors           | 17:42,0  | 3.       | 12.      |          |          |          | kiesett | kiesett  |
| John Gilchrist                                         | 400 m vegyes           | 4:58,3   | 1.       | 3.       |          |          |          | 4:57,6  | 5.       |
| Ralph Hutton                                           | 400 m vegyes           | 5:06,2   | 2.       | 11.      |          |          |          | kiesett | kiesett  |
| Ralph Hutton                                           | 100 m gyors            | 57,7     | 6.       | 47.*     | kiesett  | kiesett  | kiesett  | kiesett | kiesett  |
| Ralph Hutton                                           | 400 m gyors            | 4:29,4   | 5.       | 21.      |          |          |          | kiesett | kiesett  |
| Ralph Hutton                                           | 200 m hát              | 2:17,8   | 3.       | 10.*     | 2:15,8   | 3.       | 7.       | 2:15,9  | 7.       |
| Ralph Hutton                                           | 200 m pillangó         | 2:20,8   | 5.       | 24.      | kiesett  | kiesett  | kiesett  | kiesett | kiesett  |
| Daniel Sherry                                          | 200 m pillangó         | 2:12,9   | 3.       | 6.       | 2:12,9   | 4.       | 8.       | 2:14,6  | 8.       |
| Daniel Sherry                                          | 100 m gyors            | 55,2     | 1.       | 7.       | 55,5     | 4.       | 12.*     | kiesett | kiesett  |
| Ronald Jacks                                           | 400 m gyors            | 4:29,3   | 3.       | 20.      |          |          |          | kiesett | kiesett  |
| Ronald Jacks                                           | 200 m hát              | 2:21,3   | 5.       | 22.      | kiesett  | kiesett  | kiesett  | kiesett | kiesett  |
| Daniel Sherry Ralph Hutton Ronald Jacks John Gilchrist | 4 × 100 m gyorsváltó   | 3:49,7   | 6.       | 11.      |          |          |          | kiesett | kiesett  |
| Ronald Jacks Ralph Hutton Daniel Sherry John Gilchrist | 4 × 200 m gyorsváltó   | 8:22,2   | 5.       | 9.       |          |          |          | kiesett | kiesett  |
| Ralph Hutton John Gilchrist Daniel Sherry Ronald Jacks | 4 × 100 m vegyes váltó | 4:15,5   | 5.       | 10.      |          |          |          | kiesett | kiesett  |

Női
| Versenyző                                                    | Versenyszám            | Előfutam | Előfutam | Előfutam | Elődöntő | Elődöntő | Elődöntő | Döntő   | Döntő    |
| Versenyző                                                    | Versenyszám            | Idő      | Hely.    | Össz.    | Idő      | Hely.    | Össz.    | Idő     | Helyezés |
| ------------------------------------------------------------ | ---------------------- | -------- | -------- | -------- | -------- | -------- | -------- | ------- | -------- |
| Marion Lay                                                   | 100 m gyors            | 1:02,1   | 2.       | 3.       | 1:02,2   | 2.       | 3.       | 1:02,2  | 5.       |
| Mary Beth Stewart                                            | 100 m gyors            | 1:05,1   | 6.       | 28.      | kiesett  | kiesett  | kiesett  | kiesett | kiesett  |
| Mary Beth Stewart                                            | 100 m pillangó         | 1:09,9   | 3.       | 10.      | 1:08,6   | 4.       | 7.       | 1:10,0  | 8.       |
| Marianne Humeniuk                                            | 100 m pillangó         | 1:09,5   | 3.       | 9.       | 1:09,2   | 4.       | 9.       | kiesett | kiesett  |
| Helen Kennedy                                                | 100 m pillangó         | 1:11,2   | 4.       | 18.**    | kiesett  | kiesett  | kiesett  | kiesett | kiesett  |
| Helen Kennedy                                                | 100 m gyors            | 1:04,2   | 5.       | 20.*     | kiesett  | kiesett  | kiesett  | kiesett | kiesett  |
| Helen Kennedy                                                | 100 m hát              | 1:12,5   | 5.       | 22.      |          |          |          | kiesett | kiesett  |
| Helen Kennedy                                                | 400 m vegyes           | 5:49,9   | 3.       | 17.      |          |          |          | kiesett | kiesett  |
| Barbara Hounsell                                             | 400 m vegyes           | 5:38,4   | 2.       | 9.       |          |          |          | kiesett | kiesett  |
| Barbara Hounsell                                             | 400 m gyors            | 5:04,9   | 4.       | 18.      |          |          |          | kiesett | kiesett  |
| Jane Hughes                                                  | 400 m gyors            | 4:54,8   | 3.       | 8.       |          |          |          | 4:50,9  | 5.       |
| Patricia Thompson                                            | 400 m gyors            | 5:06,7   | 3.       | 23.      |          |          |          | kiesett | kiesett  |
| Eileen Weir                                                  | 100 m hát              | 1:09,7   | 2.       | 4.       |          |          |          | 1:09,8  | 7.       |
| Mary Beth Stewart Patricia Thompson Helen Kennedy Marion Lay | 4 × 100 m gyorsváltó   | 4:14,9   | 4.       | 6.*      |          |          |          | 4:15,9  | 7.       |
| Eileen Weir Marion Lay Mary Beth Stewart Helen Kennedy       | 4 × 100 m vegyes váltó | 4:46,6   | 4.       | 7.       |          |          |          | 4:49,9  | 6.       |

* - egy másik versenyzővel/váltóval azonos időt ért el

** - két másik versenyzővel azonos időt ért el

*** - öt másik versenyzővel azonos időt ért el

## Vitorlázás
Nyílt
| Versenyző                                    | Versenyszám     | Futam | Futam | Futam | Futam | Futam | Futam | Futam | Pontszám | Helyezés |
| Versenyző                                    | Versenyszám     | 1     | 2     | 3     | 4     | 5     | 6     | 7     | Pontszám | Helyezés |
| -------------------------------------------- | --------------- | ----- | ----- | ----- | ----- | ----- | ----- | ----- | -------- | -------- |
| Bruce Kirby                                  | Finn dingi      | 540   | 921   | (101) | 239   | 1017  | 620   | 841   | 4178     | 11.      |
| David Miller William West                    | Csillaghajó     | 729   | (185) | 632   | 428   | 290   | 632   | 854   | 3565     | 7.       |
| Paul Henderson Richard Lennox                | Repülő hollandi | 724   | 423   | 423   | (309) | 309   | 344   | 724   | 2947     | 12.      |
| Sandy MacDonald Bernie Skinner Doug Woodward | 5,5 méteres     | (163) | 800   | 578   | 323   | 323   | 432   | 499   | 2955     | 7.       |
| Ed Botterell J. J. MacBrien Lynn Watters     | Sárkányhajó     | 861   | 861   | 421   | 618   | 349   | (317) | 349   | 3459     | 11.      |

## Vívás
Férfi
| Versenyző       | Versenyszám       | Csoportkör | Csoportkör | Csoportkör        | Csoportkör | Elődöntő          | Elődöntő          | Elődöntő          | Döntő             | Helyezés    |
| Versenyző       | Versenyszám       | 1. kör | 1. kör     | 2. kör            | 2. kör     | 3. kör            | 4. kör            | 5. kör            | Döntő             | Helyezés    |
| Versenyző       | Versenyszám       | Ellenfél Eredmény | Hely.      | Ellenfél Eredmény | Hely.      | Ellenfél Eredmény | Ellenfél Eredmény | Ellenfél Eredmény | Ellenfél Eredmény | Helyezés    |
| --------------- | ----------------- | --- | ---------- | ----------------- | ---------- | ----------------- | ----------------- | ----------------- | ----------------- | ----------- |
| John Andru      | Tőr, egyéni       | E. csoport · Nicola Granieri (ITA) · 4-5 · Daniel Revenu (FRA) · 0-5 · Sameh Rahman (RAU) · 2-5 · Tabucsi Kazuhiko (JPN) · 4-5 · Houshmand Almasi (IRI) · 5-4                                                          | 5.         | kiesett           | kiesett    | kiesett           | kiesett           | kiesett           | kiesett           | helyezetlen |
| Robert Foxcroft | Tőr, egyéni       | D. csoport · Mark Midler (URS) · 2-5 · Jürgen Brecht (EUA) · 1-5 · Szabó Sándor (HUN) · 1-5 · Nasser Madani (IRI) · 0-5 · Emilio Echeverry (COL) · 3-5                                                                 | 6.         | kiesett           | kiesett    | kiesett           | kiesett           | kiesett           | kiesett           | helyezetlen |
| Robert Foxcroft | Párbajtőr, egyéni | F. csoport · Franz Rompza (EUA) · 4-5 · Kulcsár Győző (HUN) · 2-5 · Giuseppe Delfino (ITA) · 0-5 · Allan Jay (GBR) · 3-5 · Marcus Leyrer (AUT) · 2-5 · Ivan Lund (AUS) · 5-2 · Ernesto Sastre (COL) · 5-3              | 7.         | kiesett           | kiesett    | kiesett           | kiesett           | kiesett           | kiesett           | helyezetlen |
| John Andru      | Párbajtőr, egyéni | D. csoport · Bohdan Gonsior (POL) · 2-5 · Michel Saykali (LIB) · 2-5 · Rudolf Trost (AUT) · 3-5 · Gianluigi Saccaro (ITA) · 1-5 · Haukler István (ROU) · 0-5 · Frank Anger (USA) · 1-5 · Shahpour Zarnegar (IRI) · 5-4 | 7.         | kiesett           | kiesett    | kiesett           | kiesett           | kiesett           | kiesett           | helyezetlen |
| John Andru      | Kard, egyéni      | H. csoport · Tănase Mureșanu (ROU) · 3-5 · Umjar Mavlihanov (URS) · 2-5 · Pézsa Tibor (HUN) · 3-5 · Alberto Lanteri (ARG) · 5-0 · Les Tornallyay (AUS) · 5-0 · Humberto Posada (COL) · 4-5                             | 5.         | kiesett           | kiesett    | kiesett           | kiesett           |                   | kiesett           | helyezetlen |
| Robert Foxcroft | Kard, egyéni      | C. csoport · Andrzej Piątkowski (POL) · 0-5 · Wladimiro Calarese (ITA) · 0-5 · Örley Tamás (USA) · 1-5 · Sibata Szeidzsi (JPN) · 4-5 · Houshmand Almasi (IRI) · 5-3                                                    | 5.         | kiesett           | kiesett    | kiesett           | kiesett           |                   | kiesett           | helyezetlen |

Női
| Versenyző     | Versenyszám | Csoportkör | Csoportkör | Csoportkör        | Csoportkör | Elődöntő          | Elődöntő          | Döntő             | Helyezés    |
| Versenyző     | Versenyszám | 1. kör | 1. kör     | 2. kör            | 2. kör     | 3. kör            | 4. kör            | Döntő             | Helyezés    |
| Versenyző     | Versenyszám | Ellenfél Eredmény | Hely.      | Ellenfél Eredmény | Hely.      | Ellenfél Eredmény | Ellenfél Eredmény | Ellenfél Eredmény | Helyezés    |
| ------------- | ----------- | --- | ---------- | ----------------- | ---------- | ----------------- | ----------------- | ----------------- | ----------- |
| Pacita Wiedel | Tőr, egyéni | B. csoport · Dömölky Lídia (HUN) · 3-4 · Bruna Colombetti (ITA) · 1-4 · Ginette Rossini (LUX) · 1-4 · Jaszui Tamiko (JPN) · 2-4 · Johanna Winter (AUS) · 0-4 · Ana Derșidan-Ene-Pascu (ROU) · 4-2 | 7.         | kiesett           | kiesett    | kiesett           | kiesett           | kiesett           | helyezetlen |